# Jennifer Greenburg
Jennifer Greenburg (nascida em 1977) é uma fotógrafa americana. Greenburg é conhecida principalmente pela sua série Revising History, onde usa a tecnologia digital para se inserir em fotografias históricas.
O seu trabalho está incluído nas coleções permanentes do Museum of Fine Arts, Houston, e do Museum of Contemporary Photography.